# دودلي برادلي
دودلي برادلي (بالإنجليزية: Dudley Bradley)‏ مواليد 19 مارس 1957 في بالتيمور، هو لاعب كرة سلة أمريكي سابق. بدأ مسيرته الاحترافية في سنة 1979. تم اختياره من قبل فريق إنديانا بايسرز خلال الدرافت. يبلغ طوله 6 قدم 6 بوصة (2.0 م). اعتزل اللعب في 1993. أحرز خلال مسيرته في الإن بي إيه 3131 نقطة بمعدل 5.2 نقاط في المباراة الواحدة.

## المسيرة الاحترافية
لعب مع إنديانا بايسرز من سنة 1979 إلى 1981، ثم لعب مع فينيكس صنز في موسم 1981–1982، ثم لعب مع شيكاغو بولز في موسم 1982–1983، ثم لعب مع واشنطن ويزاردز من سنة 1984 إلى 1986، ثم لعب مع ميلووكي باكز من سنة 1986 إلى 1988، ثم لعب مع بروكلين نتس في موسم 1987–1988، ثم لعب مع أتلانتا هوكس في موسم 1988–1989.

## روابط خارجية
- دودلي برادلي على موقع إن بي أي (الإنجليزية)
- دودلي برادلي على موقع سبورتس رفرنس (الإنجليزية)
- دودلي برادلي على موقع كلية كرة السلة في سبورتس رفرنس.كوم (الإنجليزية)
- دودلي برادلي على موقع ريلجم (الإنجليزية)
- دودلي برادلي على موقع بروبوليرز (الإنجليزية)